# صموئيل ديك
صموئيل ديك (بالإنجليزية: Samuel Dick)‏ هو سياسي أمريكي، ولد في 14 نوفمبر 1740 في مقاطعة برينس جورج في الولايات المتحدة، وتوفي في 16 نوفمبر 1812. انتخب عضو جمعية نيوجيرسي العامة.